# Naturschutzgebiet Siesel – Teilgebiet Humme
Koordinaten: 51° 13′ 28,5″ N, 7° 55′ 8″ O
Das Naturschutzgebiet Siesel – Teilgebiet Humme ist ein 2,5 ha großes Naturschutzgebiet (NSG) nordwestlich des Dorfes Pasel im Stadtgebiet von Plettenberg im Märkischen Kreis in Nordrhein-Westfalen. Das NSG wurde 1985 vom Kreistag des Märkischen Kreises mit dem Landschaftsplan Nr. 1 (Plettenberg-Herscheid-Neuenrade) ausgewiesen. Der Name war Naturschutzgebiet Lenne-Altarm „Humme“ westlich des Ortsteiles Pasel, Stadt Plettenberg. Mit der 2. Änderung des Landschaftsplanes Nr. 1 (Plettenberg-Herscheid-Neuenrade) wurde das NSG 2012 erneut ausgewiesen und in Naturschutzgebiet Siesel – Teilgebiet Humme umbenannt.  Das NSG wird im Norden direkt von der Bundesstraße 236 (B 236) umgeben. Im Süden trennt die Bahnstrecke Ruhr-Sieg-Strecke von der Lenne und dem Naturschutzgebiet Siesel – Teilgebiet Lenne. Das Naturschutzgebiet Siesel – Teilgebiet Auf dem Pütte liegt ungefähr 1,1 km nordwestlich und das Naturschutzgebiet Siesel – Teilgebiet Jungfernsprung ungefähr 1 km westlich liegt.
Die Fläche des Naturschutzgebietes ist bereits seit 2004 Teil des FFH-Gebietes „Lennealtarm Siesel“ (DE-4713-301) mit 39 ha Größe.

## Gebietsbeschreibung
Bei dem NSG handelt es sich um den Lennealtarm Humme. Im östlichen NSG-Teil befindet sich der verlandende Altarm mit Pappelbestand. Kleinere flache Restgewässer sind vom eigentlichen Altarm abgeschnitten. Erlen mit bultartigen mit erhöhten Stelzwurzeln stehen teils in Flachwasserbereichen. Das Gewässer selbst ist zur Vegetationszeit nahezu vollständig von der Kleine Wasserlinse bedeckt. An den östlichen und tieferen Bereich des Altwassers grenzen einseitig ein Erlenbestand mit trockengefallener Staudenflur und Grünland an. Einige ältere Silberweiden stehen am Gewässer. Diese teils noch mehrtriebigen Silberweiden weisen eine stark bemooste und von Flechten besiedelte Rinde auf. Am Altarm kommt der Eisvogel vor.

## Schutzzweck
Das Naturschutzgebiet wurde zur Erhaltung und Entwicklung eines Altarmes der Lenne, einer extensiven Grünlandfläche im Auenbereich, eines Auwaldes und als Lebensraum seltener und gefährdeter Tier- und Pflanzenarten ausgewiesen. Wie bei anderen Naturschutzgebieten in Deutschland wurde in der Schutzausweisung darauf hingewiesen, dass das Gebiet „wegen der landschaftlichen Schönheit und Einzigartigkeit“ zum Naturschutzgebiet wurde.
Unter Besondere Verbote wurde im Landschaftsplan aufgeführt „die bodenständigen Waldbereiche (Eichen-Hainbuchenwald) forstlich zu nutzen; ausgenommen bleibt die einzelstammweise Nutzung nach Maßgabe der Unteren Landschaftsbehörde“.